# Václav Bitala
Václav Bitala (* 5. April 1977) ist ein tschechischer Sommerbiathlet in der Stilrichtung Crosslauf.
Václav Bitala vom Verein Rožnov pR nahm erstmals in Oberhof an den Sommerbiathlon-Weltmeisterschaften 2009 teil und belegte dort die Plätze 39 im Sprint und 31 im Verfolgungsrennen. Im Sprint verdarb er sich schon beim Liegendschießen mit vier Fehlern eine bessere Platzierung, im Stehenden Anschlag traf er alle fünf Scheiben. Im darauf aufbauenden Verfolgungsrennen begann er mit je einem Fehler, vergab aber wiederum eine bessere Positionierung wegen der drei und vier Fehler in den beiden letzten Schießeinlagen. Bei den Sommerbiathlon-Europameisterschaften 2010 in Osrblie lief er auf die Plätze 23 im Sprint und 29 im Verfolgungsrennen. Bei den Sommerbiathlon-Europameisterschaften 2011 in Martell wurde Bitala Neunter im Sprint und Achter des Verfolgungsrennens. Im Staffelrennen gewann er an der Seite von Pavla Schorná, Eva Puskarčíková und Luboš Schorný als Schlussläufer die Bronzemedaille hinter den Vertretungen aus Russland und der Ukraine.